# Cernu, Bacău
Cernu este un sat în comuna Poduri din județul Bacău, Moldova, România.
Numele localității provine de la cursul de apă care străbate locul, Apa Neagră-Cernu, din Munții Berzunți.